# Пшеничне (Пологівський район)
Пшени́чне (до 1968 Розкішне) — село в Україні, у Токмацькій міській громаді Пологівського району Запорізької області. Населення становить 117 осіб. До 2020 орган місцевого самоврядування — Новенська сільська рада.

## Географія
Село Пшеничне знаходиться за 3 км від села Харкове. По селу протікає пересихаючий струмок з загатою.

## Історія
- 1935 — дата заснування як села Сорочине[джерело?].
- В 1972 році село перейменоване — з Розкішне на Пшеничне[1].
- 12 червня 2020 року, відповідно до розпорядження Кабінету Міністрів України № 713-р «Про визначення адміністративних центрів та затвердження територій територіальних громад Запорізької області», увійшло до складу Токмацької міської громади[2].
- 19 липня 2020 року, у результаті адміністративно-територіальної реформи та ліквідації Токмацького району, село увійшло до складу Пологівського району[3].
- 24 лютого 2022 року окуповане російськими військами в ході Російського вторгнення в Україну.